# Bad Boy Bubby
Bad Boy Bubby ist ein sowohl durch Elemente der Tragikomödie als auch des Dramas geprägter Film des niederländisch-australischen Regisseurs Rolf de Heer. Indem er den infantilen Bubby unsere ihm unbekannte Welt sehen und erfahren lässt, hält er Eltern, Gesellschaft und Religion aus der Sicht eines erstmals Hinzukommenden einen schonungslosen Spiegel vor.

## Handlung
Der 35-jährige Bubby wird von seiner Mutter in einer fensterlosen 2-Zimmer-Wohnung gehalten, ohne jemals die Außenwelt erblickt zu haben. Die Mutter erzählt ihm, es sei Giftgas in der Luft, weshalb er drinnen bleiben müsse. Sie selbst hingegen verlässt die Wohnung tagsüber mit einer Gasmaske. Wenn sie daheim ist, behandelt sie Bubby wie einen kleinen ungezogenen Jungen, quält und misshandelt ihn, hat auch Sex mit ihm.
Bubby, der etwa auf dem geistigen Niveau eines Kleinkindes ist und auch kein anderes Leben kennt, empfindet all das scheinbar als normal. Als eines Tages Bubbys Vater, den er bisher noch nie gesehen hat, zurückkehrt, gerät seine Welt aus den Fugen. Bubbys Vater – ein Priester – behandelt ihn ebenfalls sehr schlecht und nimmt ihm zusätzlich auch noch seine Mutter weg. Eines Abends umwickelt Bubby die Gesichter seiner schlafenden Eltern mit Klarsichtfolie, sodass diese ersticken.
Ihm steht nun der größte Schritt seines Lebens bevor: Der Schritt nach draußen. Bubby kennt nichts von der Außenwelt, kann kaum sprechen und geht weiterhin davon aus, dass Giftgas ihn tötet, sobald er die Wohnung verlässt. 
Nachdem er sich noch eine Zeit lang bei seinen toten Eltern aufgehalten hat, wagt er es trotzdem. Im Verlauf des Filmes sieht man nun, wie Bubby versucht, in der Außenwelt klarzukommen. Er ist aufgrund seiner Vorgeschichte natürlich völlig unangepasst und überfordert, was ihn von einem Problem ins nächste stolpern lässt. Des Öfteren wird er übel beschimpft, muss ins Gefängnis oder Gewalt über sich ergehen lassen. Aber auch positive Erlebnisse ergeben sich durch seine kindlich naive Art. 
Nach verschiedensten Kapriolen findet Bubby schließlich in der Behindertenbetreuerin Angel eine Freundin, mit der er später sogar Kinder hat. Außerdem tritt er mit einer Band auf, wobei er als „Frontmann“ lediglich Sätze, die er bei anderen Leuten gehört hat, ins Mikrofon brüllt.

## Veröffentlichung
Obwohl der Film bereits 1993 in die australischen Kinos kam, war er im deutschsprachigen Raum erst 2008 als Kauf-DVD des Labels Bildstörung erhältlich. Zuvor war der Film in Deutschland allerdings bereits mehrere Male im Nachtprogramm der Dritten nach Mitternacht zu sehen.

## Auszeichnungen
- Spezialpreis der Jury, Filmfestspiele von Venedig 1993[1]
- 4 AFI-Awards 1994 (Australian Film Institute Award): Best Achievement in Direction, Best Original Screenplay, Best Performance by an actor in a Leading Role, Best Achievement in Editing[2]